# Daniël Nassen
Pour les articles homonymes, voir Nassen.
Daniël Nassen, né le 24 novembre 1966 à Tongres, est un joueur puis entraîneur de football belge qui évoluait comme défenseur central. Il a joué toute sa carrière en Belgique, disputant plus de 400 rencontres de première division et remportant une fois la Coupe de la Ligue.

## Carrière

### Débuts prometteurs au Standard
Daniël Nassen commence le football au K Vlijtingen V&V avant de rejoindre le Standard de Liège à l'âge de seize ans. En 1985, il est intégré au noyau professionnel d'une équipe en reconstruction après l'affaire Standard-Waterschei. Après une saison sur le banc, il se forge une place dans l'équipe à partir du mois de décembre 1986 et ne quittera plus le onze de base des « Rouches » durant les cinq prochaines saisons. Le club de Sclessin connaît des saisons difficiles et ne parvient pas à se qualifier pour une coupe d'Europe, terminant trois saisons de suite juste en-dessous des places qualificatives.

### Années fastes au RWDM
En 1991, Daniël Nassen quitte Liège pour Bruxelles et signe au RWDM, le manager Roger Henrotay l'ayant poussé vers la porte de sortie. Il y devient d'emblée un pilier dans l'axe de la défense aux côtés d'un autre ancien Standardman, Guy Vandersmissen. Après quatre saisons moyennes, dont une où le club lutte pour le maintien parmi l'élite, le RWDM termine à la quatrième place en 1996, se qualifiant ainsi pour la prochaine Coupe UEFA. À trente ans et après dix ans de carrière en Division 1, Daniël Nassen dispute son premier match européen en trente-deuxièmes de finale face au club turc du Beşiktaş. Après avoir tenu le partage à l'aller, les joueurs molenbeekois s'inclinent au match retour à Istanbul et sont éliminés. En fin de saison, le joueur arrive en fin de contrat et la direction tardant à lui proposer un nouveau bail, il annonce son départ pour le KFC Lommelse SK, un autre club de Division 1.

### Trophées avec Lommel et fin de carrière
De retour dans son Limbourg natal, Daniël Nassen y devient également un joueur de base de l'équipe et assure sa solidité défensive. Il y dispute la Coupe Intertoto 1997 et en fin de saison, il remporte son premier trophée en décrochant la Coupe de la Ligue 1997-1998. Il manque le début de la saison suivante à la suite d'une blessure au genou mais il retrouve directement sa place dans l'axe de la défense à son retour en novembre 1998. Titulaire indiscutable, il ne peut éviter la relégation du club au terme de la saison 1999-2000. Il reste malgré tout fidèle au club et fête le titre de champion de Division 2 un an après la relégation. Il dispute également la finale de la Coupe de Belgique 2000-2001, perdue face au KVC Westerlo. De retour parmi l'élite, il entame la saison dans le onze de base mais après deux suspensions (une pour trois cartes jaunes, l'autre pour une exclusion directe), il perd sa place et doit se contenter de quelques apparitions lors du second tour du championnat. 
Arrivé au terme de son contrat et donc libre de s'engager où il veut, Daniël Nassen rejoint le RCS Visé, en deuxième division. Ambitieux en début de saison, le club livre le meilleur championnat de son existence et échoue à la sixième place, à un point de Denderleeuw et du tour final pour la montée en Division 1. En fin de championnat, le club décide néanmoins d'élaguer son noyau et le joueur est poussé vers la sortie. Il part au FC Hedera Millen, en Promotion, où il joue un an avant de prendre sa retraite sportive en juin 2004.

### Reconversion comme entraîneur
Après sa carrière de joueur, Daniël Nassen passe ses diplômes d'entraîneur. Il est nommé à la tête du KVK Tirlemont en 2005. Au terme de sa première saison à la tête du club, il remporte le titre de champion de Division 3 et est promu en deuxième division. Il prolonge son contrat en 2008 et mène le club aux portes du tour final, le club finissant sixième à un point du RFC Tournai, dernier qualifié. Malheureusement, les résultats sont moins bons les saisons suivantes et le 14 février 2011, il est licencié par la direction à la suite d'une série de mauvaises performances.
Daniël Nassen ne reste pas longtemps au chômage. Un mois après son limogeage, il est engagé par le Verbroedering Geel-Meerhout. Il parvient à stabiliser le club en milieu de classement et, bénéficiant du fait que plusieurs clubs de sa série n'ont pas rentré de demande de licence pour le football rémunéré, prend part au tour final pour la montée en Division 2. Il est cependant éliminé dès le premier tour par l'Excelsior Virton. La saison suivante est moins bonne et le 20 mars 2012, un an presque jour par jour après son arrivée à Geel, il est licencié.
Durant l'été 2012, il retourne à son club formateur, Vlijtingen Vlug en Vrij, qui évolue en première provinciale. Sa première saison au club est fructueuse, le club remportant le tour final provincial. Lors du tour final interprovincial, le club élimine le KFC Katelijne et Solières Sports, accédant ainsi à la Promotion pour la première fois depuis 23 ans. Le retour au niveau national ne dure qu'un an mais malgré la relégation, Nassen est confirmé dans ses fonctions à la tête de l'équipe.

## Palmarès

### En tant que joueur
- Vainqueur de la Coupe de la Ligue en 1998 avec le KFC Lommelse SK.
- Champion de Belgique de Division 2 en 2001 avec le KFC Lommelse SK.

### En tant qu'entraîneur
- Champion de Belgique de Division 3 en 2006 avec le KVK Tirlemont.

## Statistiques
| Saison                | Club                  | Championnat           | Championnat | Championnat | Coupe nationale | Coupe nationale | Coupe de la Ligue | Coupe de la Ligue | Compétition(s) continentale(s) | Compétition(s) continentale(s) | Compétition(s) continentale(s) | Total | Total |
| Saison                | Club                  | Division              | M.          | B.          | M.              | B.              | M.                | B.                | Comp.                          | M.                             | B.                             | M.    | B.    |
| 1985-1986             | Standard de Liège     | Division 1            | 0           | 0           | 0               | 0               | 0                 | 0                 | -                              | 0                              | 0                              | 0     | 0     |
| 1986-1987             | Standard de Liège     | Division 1            | 22          | 0           | 2               | 0               | 0                 | 0                 | C3                             | 0                              | 0                              | 24    | 0     |
| 1987-1988             | Standard de Liège     | Division 1            | 25          | 0           | -               | -               | 0                 | 0                 | -                              | 0                              | 0                              | 25    | 0     |
| 1988-1989             | Standard de Liège     | Division 1            | 24          | 0           | 1               | 0               | 0                 | 0                 | -                              | 0                              | 0                              | 25    | 0     |
| 1989-1990             | Standard de Liège     | Division 1            | 34          | 0           | 8               | 0               | 0                 | 0                 | -                              | 0                              | 0                              | 42    | 0     |
| 1990-1991             | Standard de Liège     | Division 1            | 32          | 1           | 3               | 0               | 0                 | 0                 | -                              | 0                              | 0                              | 35    | 1     |
| Sous-total            | Sous-total            | Sous-total            | 137         | 1           | 14              | 0               | 0                 | 0                 | -                              | 0                              | 0                              | 151   | 1     |
| 1991-1992             | RWD Molenbeek         | Division 1            | 32          | 0           | 2               | 0               | 0                 | 0                 | -                              | 0                              | 0                              | 34    | 0     |
| 1992-1993             | RWD Molenbeek         | Division 1            | 33          | 0           | 1               | 0               | 0                 | 0                 | -                              | 0                              | 0                              | 34    | 0     |
| 1993-1994             | RWD Molenbeek         | Division 1            | 29          | 0           | 4               | 0               | 0                 | 0                 | -                              | 0                              | 0                              | 33    | 0     |
| 1994-1995             | RWD Molenbeek         | Division 1            | 18          | 0           | 1               | 0               | 0                 | 0                 | -                              | 0                              | 0                              | 19    | 0     |
| 1995-1996             | RWD Molenbeek         | Division 1            | 32          | 0           | 2               | 0               | 0                 | 0                 | -                              | 0                              | 0                              | 34    | 0     |
| 1996-1997             | RWD Molenbeek         | Division 1            | 31          | 0           | 1               | 0               | 0                 | 0                 | C3                             | 1                              | 0                              | 33    | 0     |
| Sous-total            | Sous-total            | Sous-total            | 175         | 0           | 11              | 0               | 0                 | 0                 | -                              | 1                              | 0                              | 187   | 0     |
| 1997-1998             | KFC Lommelse SK       | Division 1            | 24          | 1           | 1               | 0               | 2                 | 0                 | C4                             | 4                              | 0                              | 31    | 1     |
| 1998-1999             | KFC Lommelse SK       | Division 1            | 24          | 1           | 1               | 0               | 1                 | 0                 | C4                             | 0                              | 0                              | 26    | 1     |
| 1999-2000             | KFC Lommelse SK       | Division 1            | 25          | 0           | 1               | 0               | 1                 | 0                 | -                              | 0                              | 0                              | 27    | 0     |
| 2000-2001             | KFC Lommelse SK       | Division 2            | 31          | 0           | 8               | 0               | 0                 | 0                 | -                              | 0                              | 0                              | 39    | 0     |
| 2001-2002             | KFC Lommelse SK       | Division 1            | 17          | 0           | 1               | 0               | 0                 | 0                 | -                              | 0                              | 0                              | 18    | 0     |
| Sous-total            | Sous-total            | Sous-total            | 121         | 2           | 12              | 0               | 4                 | 0                 | -                              | 4                              | 0                              | 141   | 2     |
| 2002-2003             | RCS Visé              | Division 2            | 27          | 0           | 2               | 0               | 0                 | 0                 | -                              | 0                              | 0                              | 29    | 0     |
| Sous-total            | Sous-total            | Sous-total            | 27          | 0           | 2               | 0               | 0                 | 0                 | -                              | 0                              | 0                              | 29    | 0     |
| 2003-2004             | FC Hedera Millen      | Promotion             | 18          | 1           | 6               | 0               | 0                 | 0                 | -                              | 0                              | 0                              | 24    | 1     |
| Sous-total            | Sous-total            | Sous-total            | 18          | 1           | 6               | 0               | 0                 | 0                 | -                              | 0                              | 0                              | 24    | 1     |
| Total sur la carrière | Total sur la carrière | Total sur la carrière | 478         | 4           | 45              | 0               | 4                 | 0                 | -                              | 5                              | 0                              | 532   | 4     |